# Signorina/Hotta Choccolata
Signorina è il quindicesimo singolo del duo musicale italiano Krisma, pubblicato nel 1987 come terzo estratto dalla ristampa del loro sesto album Iceberg.

## Descrizione
Il singolo si può considerare una sorta di appendice all'album Iceberg, in quanto pubblicato l'anno precedente, dato che le due tracce in esso contenute sono state in seguito inserite entrambe in tutte le successive ristampe dell'album.
Il testo di Signorina, che viene cantato su un arrangiamento leggero, è composto da giochi di parole e frasi non sente, scritte dall'artista di ispirazione futurista Gregorio Spini. Il brano viene ripreso sul lato B nel pezzo Hotta Choccolata, con testi in inglese cantanti attraverso un vocoder su un arrangiamento più aggressivo.
La copertina raffigura un dipinto a olio realizzato appositamente dal pittore Marco Viggi che raffigura Christina Moser e Maurizio Arceri dotati di ali d'angelo.
Il singolo è stato pubblicato nel 1987 dalla Carosello in un'unica edizione in formato 7" con numero di catalogo CI 20541 destinato al mercato italiano. Sul lato a è presente il brano Signorina, sul lato B il brano Hotta Choccolata.
Il singolo riporta i Krisma nella classifica dei singoli, alla posizione 42.

## Tracce
1. Signorina – 3:40 (Maurizio Arcieri, Gregorio Spini)
2. Hotta Choccolata – 3:40 (Maurizio Arcieri, Christina Moser)

Durata totale: 7:20

## Crediti

### Formazione
- Christina Moser - voce
- Maurizio Arcieri - sintetizzatore
- Vittorio Cosma - tastiere
- Max Costa - programmazione

### Personale tecnico
- Krisma - produzione discografica
- Paolo Panigada - ingegneria di studio
- Marco Viggi - dipinto di copertina
- Ale Gerini - grafica di copertina

## Classifiche
| Classifica (1987) | Massima posizione |
| ----------------- | ----------------- |
| Italia            | 42                |